# 61-я танковая дивизия
61-я танковая дивизия — тактическое соединение Рабоче-крестьянской Красной армии в годы Великой Отечественной войны.
Сокращённое наименование — 61 тд.

## Полное название
61-я танковая Краснознамённая дивизия

## История
Формировалась в апреле-мае 1941 в составе 29-го механизированного корпуса ЗабВО в Тамцак-Булак (МНР).
141-й танковый полк формировался на базе 11-й легкотанковой ордена Ленина бригады имени комбрига М. П. Яковлева. 142-й танковый полк — на базе 7-й мотоброневой ордена Ленина и 6-й легкотанковой Краснознамённой бригады. 61-й моторизованный полк — на базе 61-го и 118-го кавалерийских полков 15-й кавалерийской дивизии. 61-й гаубичный артиллерийский полк — на базе 22-го конно-артиллерийского Краснознамённого дивизиона. 61-й зенитно-артиллерийский дивизион — на базе 20-го зенитного дивизиона 22-й кавалерийской дивизии.
В мае 1941 г. после расформирования управления 29-го мехкорпуса стала отдельной в составе 17-й армии.
| БТ-5  | БТ-7 | БТ-7 арт | ХТ | Всего   | БА-20 | БА-10 | Всего |
| ----- | ---- | -------- | -- | ------- | ----- | ----- | ----- |
| 33/33 | 360* | 9        | 4  | 406*/33 | 35    | 47    | 82    |

*из них один в 5-й категории (сгорел)
5.08.41 г. приказом ВС ЗабВО № 001 дивизия переведена на новые штаты: № 010/44-010/52, 04/117, 04/16. Тем же приказом из 61-й танковой дивизии выделялись: из 141-го тп 68-й танковый батальон в оперативное подчинение командира 36-й мсд; из 142-го полка — 70-й танковый батальон в оперативное подчинение командира 57-й мсд.
Приказом НКО № 0405 от 12.10.41 г. в штат 61-го мсп введён миномётный батальон трёхротного состава, в каждой роте по четыре взвода (2 — 50-мм, 2 — 82-мм миномётов).
Приказом 17-й армии № 0093 от 25.10.41 г. дивизия передислоцирована в Баин-Тумен (Чойбалсан), совершив 300-км марш с тактическими учениями.
8.10.42 г. приказом НКО № 30 миномётный батальон 61-го мсп расформирован и из штата исключён. В штат введены: в каждый стрелковый батальон — 82-мм миномётная рота, в каждую стрелковую роту — 50-мм миномётный взвод. В штат мсп введена батарея 120-мм миномётов.
16.10.42 г. в штат мсп введена рота противотанковых ружей.
Приказом 17-й армии № 4/01920 от 10.12.42 г. дивизия получила укомплектованную роту КВ с личным составом и матчастью, которая содержалась как внештатная при 141-м танковом полку.
3.03.43 г. приказом командующего БТиМВ ЗабФ № 41/00241 из состава 141-го танкового полка отправлена на укомплектование 59-й кавалерийской дивизии рота лёгких танков.
В августе-сентябре 1945 г. дивизия в составе 39-й армии Забайкальского фронта участвовала в боевых действиях против империалистической Японии. К этому времени танковые полки дивизии (дислоцировалась в г. Чойбалсан) перевооружены на новые танки Т-34. Вопреки расхожему мнению о перевооружении только первого танкового полка, танки БТ-7 остались лишь в разведывательном батальоне.
Являлась одной из двух (вместе со 111-й) танковых дивизий сохранившихся в РККА на протяжении всей войны. Приняла участие в Советско-японской войне в составе 39-й армии. В ходе неё 61-я тд преодолела Большой Хинганский хребет и разгромила 107-ю и 117-ю пехотные дивизии Квантунской армии. Завершила бои на Ляодунском полуострове. В 1957 году преобразована в 13-ю мотострелковую дивизию и расформирована 14 января 1958 года.

## Командование
Командиры
- Скворцов, Борис Михайлович, полковник (11.03.1941- 11.06.1942)
- Зубов, Алексей Николаевич, полковник (12.06.1942 — 9.02.1944)
- Воронков, Григорий Иванович, полковник (10.02.1944 — 3.09.1945)

Начальники штаба
- Троицкий, Иван Иванович полковник ( март 1941 — февраль 1942)

Заместители командира дивизии
- Кузнецов, Александр Степанович (декабрь 1947 — декабрь 1948) полковник[6].

## Состав
- 141-й танковый полк,
- 142-й танковый полк,
- 61-й мотострелковый полк,
- 61-й гаубичный артиллерийский полк,
- 61-й отдельный зенитный артиллерийский дивизион,
- 61-й разведывательный батальон,
- 61-й понтонный батальон,
- 61-й отдельный батальон связи,
- 61-й медико-санитарный батальон,
- 61-й автотранспортный батальон,
- 61-я ремонтно-восстановительная рота,
- 61-я рота регулирования,
- 339-я полевая почтовая станция,
- 289-я полевая касса Госбанка.[7]

На 10 августа 1945 г. 61-я тд насчитывала в своём составе 5956 чел., 164 танка, 811 автомашин. В годы войны была оснащена танками БТ и Т-26. Т-34 пришли в дивизию только в марте 1945 года.
После перехода к унифицированным штатам во второй половине 1945 года, 61-я танковая дивизия состояла из 43-го, 141-го, 14-го танковых полков, 74-го тяжёлого танко-самоходного полка (полковник Кузнецов А. С.), 61-го механизированного полка.
| Наименование                                | Количество |
| БТ, Т-26                                    | 365        |
| Всего танков                                | 365        |
| Лёгкие бронеавтомобили                      | 35         |
| Средние бронеавтомобили                     | 47         |
| Всего бронеавтомобилей                      | 82         |
| Легковые автомобили и пикапы                | 32         |
| Грузовые автомобили ГАЗ-АА и ГАЗ-ААА        | 289        |
| Грузовые автомобили ЗИС-5 и ЗИС-6           | 401        |
| Мастерские типа «А»                         | 39         |
| Мастерские типа «Б»                         | 30         |
| Автобензоцистерны                           | 155        |
| Прочие автомобили                           | 160        |
| Всего автомобилей                           | 1106       |
| Тракторов «Ворошиловец», «С-2», «Коминтерн» | 10         |
| Всего тракторов                             | 10         |
| Мотоциклов                                  | 28         |

| Наименование                       | Количество |
| Личный состав                      | 7584       |
| Т-34                               | 139        |
| БТ-7                               | 22         |
| СУ-76                              | 13         |
| БА-10                              | 10         |
| БА-20                              | 11         |
| БТР М-17                           | 10         |
| Мотоциклы                          | 164        |
| Винтовки                           | 3139       |
| Пистолет-пулемёты                  | 531        |
| Ручные пулемёты                    | 207        |
| Станковые пулемёты                 | 36         |
| Зенитные крупнокалиберные пулемёты | 6          |
| Зенитные комплексные пулемёты      | 6          |
| Противотанковые ружья              | 36         |
| 76-мм дивизионные пушки            | 48         |
| 76-мм зенитные пушки               | 12         |
| Миномёты                           | 60         |

| Наименование      | Имеется | По категориям | По категориям | По категориям | По категориям | Решение                                                             |
| Наименование      | Имеется | 2             | 3             | 4             | 5             | Решение                                                             |
| ----------------- | ------- | ------------- | ------------- | ------------- | ------------- | ------------------------------------------------------------------- |
| БТ-7 лин          | 170     | 111           | 43            | 15            | 1             | Выдать 3 танка вместо некомплекта 2-х БТ-7 и одного сгоревшего БТ-7 |
| БТ-7 рад          | 190     | 157           | 26            | 7             |               | Выдать 3 танка вместо некомплекта 2-х БТ-7 и одного сгоревшего БТ-7 |
| БТ-7 арт          | 9       | 3             | 6             |               |               |                                                                     |
| БТ-5              | 33      |               |               | 33            |               | Изъять все танки БТ-5, находящиеся в капремонте                     |
| ХТ-26, -130       | 4       | 4             |               |               |               |                                                                     |
| БА-10 лин         | 23      | 23            |               |               |               |                                                                     |
| БА-10 рад         | 24      | 24            |               |               |               |                                                                     |
| БА-20 лин         | 16      | 13            | 3             |               |               |                                                                     |
| БА-20 рад         | 19      | 18            | 1             |               |               |                                                                     |
| Т-20 "Комсомолец" | 9       | 9             |               |               |               |                                                                     |